# Jean L. Cosmovici
Jean Leon Cosmovici (n. 6 ianuarie 1888, Iași – d. 2 iulie 1952, București) a fost un pictor român.
Jean Cosmovici este fiul lui Leon C. Cosmovici, profesor la Universitatea din Iași. A studiat la Școala de Belle Arte din Iași (1911) și la Academia de arte plastice (Académie d`Arts Plastiques) din Paris, Franța, unde i-a avut ca profesori pe Emanoil Bardasare, Jean Paul Laurens, Lagrouillere, Leregretiere.
A fost membru al Asociației Scriitorilor și Artiștilor Moldoveni (1930).
Jean Leon Cosmovici a fost numit profesor la Academia de Arte Frumoase din Iași în 1931 și director al Pinacotecii din Iași în 1934.
O stradă din Iași poartă numele său.